# Souhaila Andrawes
Souhaila Andrawes, tidigare Suhaila Sayeh, född 1953, är en palestinsk före detta medlem av PFLP. Hon är den enda överlevande kaparen av det tyska flygplanet Landshut i oktober 1977.
Tillsammans med tre andra medlemmar ur gruppen "Commando Martyr Halime" kapade Andrawes ett tyskt charterplan den 13 oktober 1977. Syftet var att försöka utväxla flygplansgisslan mot medlemmar i RAF som satt fängslade i Västtyskland. Sayeh överlevde den västtyska fritagningen i Mogadishu, som utfördes av GSG 9 den 18 oktober. Andrawes dömdes till tjugo års fängelse av en somalisk specialdomstol, men släpptes dock ur fängelset efter mindre än två år.
1991 flyttade hon med sin man och deras dotter till Norge. Hon greps 13 oktober 1994, exakt sjutton år efter flygplanskapningen, och utlämnades därefter till Tyskland. 1996 dömdes hon av en tysk domstol till tolv års fängelse för sin inblandning i flygplanskapningen. Året därpå överfördes hon till Norge på egen begäran. Sayeh frisläpptes 1999 och lever för närvarande med sin man och dotter i Oslo.